# Needful Things
Needful Things (Brasil: Trocas Macabras )  é um filme de terror produzido nos Estados Unidos  em 1993, escrito por W.D. Richter e dirigido por Fraser Clarke Heston.
É uma adaptação do livro intitulado no Brasil de "Trocas Macabras" (Needful Things) escrito por Stephen King em 1991.
A cidade em que se passa Trocas Macabras, é a bem conhecida Castle Rock, Maine, cujo nome batizou a produtora Castle Rock Entertainment do diretor Rob Reiner, depois que ele dirigiu o filme Conta Comigo (cuja história também se passa em Castle Rock). Outros filmes que se ambientam na cidade são: Cujo, Na Hora da Zona Morta e A Metade Negra.

## Sinopse
Um homem estranho e misterioso abre uma loja de antiguidades, que sempre tem algo especial para cada morador da cidade de Castle Rock, Maine. Entre objetos raros e antigos, sempre há alguma coisa para cada morador, mas o dono é o próprio diabo e comercializa somente por almas.

## Elenco
- Max von Sydow.... Leland Gaunt/The Devil
- Ed Harris.... Sheriff Alan J. Pangborn
- Bonnie Bedelia.... Polly Chalmers
- Amanda Plummer.... Netitia 'Nettie' Cobb
- J. T. Walsh.... Danforth 'Buster' Keeton III
- Ray McKinnon....  Deputy Norris Ridgewick
- Valri Bromfield.... Wilma Wadlowski Jerzyck
- Shane Meier.... Brian Rusk
- W. Morgan Sheppard.... Father Meehan
- Don S. Davis.... Reverend Rose